# Palazzo Tabarelli
Il Palazzo Tabarelli è un palazzo rinascimentale costruito tra gli anni 1511 e 1527 da Donato de Fatis Tabarelli ed è stato utilizzato come residenza per la nobile famiglia Tabarelli de Fatis di Terlago e successivamente dai Maccani di Trento. Il palazzo fu progettato da Maestro Alessio Longhi Veronese, la stessa persona che ha realizzato la loggia del Castello del Buonconsiglio ed altre opere quali la pila dell'acqua santa in Duomo.
L'edificio si contraddistingue per l’imponente facciata in bugnato rustico in pietra bianca e rosa, elemento unico negli edifici cinquecenteschi della città. Fu anche battezzato "Palazzo dei Diamanti" per la sua facciata rilucente di diamantini riflessi, con medaglioni in pietra dove sono scolpiti i profili di 22 personaggi storici locali – tra cui Bernardo Clesio, Massimiliano I, Carlo V, imperatori romani. Sei dei profili furono invece aggiunti alla fine del Settecento, quando venne ultimata la parte superiore della facciata.
Il Palazzo Tabarelli è un scrigno storico, architettonico e artistico che nell’area archeologica sotterranea tracce di strutture abitative della Tridentum antica e di età alto medievale risalenti al I sec. a. C.-XI – XII sec. d.C., venute alla luce duranti i lavori di restauro tra gli anni 70-80 del ‘900.

## Storia
La realizzazione dell'opera si intreccia alle vicende politiche e sociali della città dei diversi periodi storici, tanto che venne compiuta in tre fasi successive: la prima dal 1515 al 1519 e interrotta dalla guerra rustica; la seconda dal 1527 al 1529. Alla fine di queste prime due fasi, il palazzo si presentava con il primo piano compiuto, mentre al secondo piano mancava ancora la metà verso sud. Il palazzo fu poi diviso fra gli eredi fino a quando nel 1791 il conte Bartolomeo Tabarelli provvide alla sua ultimazione completando l'opera con le stesse caratteristiche strutturali di come era stata concepita. La fase finale - la terza - relativa al suo completamento settecentesco, è dovuta agli architetti Giacomo Varesco e Carlo Caminata.
Il palazzo Tabarelli tramanda ai posteri il nome, o meglio, il soprannome di una illustre famiglia nobiliare di Terlago in Valle dei Laghi. Il suo capostipite è un personaggio di nome Fato, morto nel 1307, il quale faceva parte dei “liberi milites” che vantavano una comune proprietà su castel Terlago (domus de Trilaco). Così i discendenti di Fato di Trilaco si chiamarono “de Fatis” per distinguersi da altri signori di Terlago. Con il nipote di Fato, Paolo, soprannominato “il tabarello” per via di un tipico tabarro da lui abitualmente usato, viene anteposto a “de Fatis” il soprannome di Tabarelli.
Tommaso Paolo Tabarelli de Fatis è l’iniziatore del ramo della famiglia fiorito a Trento. Tommaso Paolo è anche il capostipite del ramo Tabarelli de Fatis di Vigolo Vattaro. Ma è il figlio di Tommaso Paolo, Antonio, giurisperito e canonico, l’iniziatore della costruzione del palazzo Tabarelli. La figura araldica principale dello stemma Tabarelli de Fatis, un veltro nero in campo d’argento, è ripetutamente scolpita nel marmo sia a palazzo Tabarelli che a castel Vigolo.